# Акуанегра Кремонезе
Акуанѐгра Кремонѐзе (на италиански: Acquanegra, на местен диалект: Cuanegra, Куанегра) е село и община в Северна Италия, провинция Кремона, регион Ломбардия. Разположено е на 45 m надморска височина. Населението на общината е 1194 души (към 2010 г.).